# العكاشية (عبس)

تعديل مصدري - تعديل

العكاشية هي إحدى قرى عزلة بني حسن بمديرية عبس التابعة لمحافظة حجة، بلغ تعداد سكانها 241 نسمة حسب تعداد اليمن لعام 2004.